# Cloud-Profiling-Radar
Das Cloud-Profiling-Radar (CPR) ist ein satellitengestütztes Wetterradar, das den Abstand der Wolkendecke in der Troposphäre von der Satellitenhöhe misst.
Normale Wetterradargeräte können nur eingeschränkt Wolken erkennen. Sie erkennen meist nur den aus den Wolken fallenden Niederschlag oder die in einer Wolke schon vorhandenen größeren Wassertropfen.
Das CPR arbeitet auf einer extrem hohen Frequenz von 93 GHz und kann somit aus der Satellitenposition heraus auch leichtere Wolken und Aerosole erkennen. Es verarbeitet einen Dynamikbereich von 70 dB mit einer kalibrierten Genauigkeit von 1,5 dB. Die Empfindlichkeit des senkrecht nach unten strahlenden Radars wird an der kleinstmöglich erkennbaren Reflektivität von −30 dBZ gemessen.